# Madison (West Virginia)
Madison is een plaats (city) in de Amerikaanse staat West Virginia, en valt bestuurlijk gezien onder Boone County.

## Demografie
Bij de volkstelling in 2000 werd het aantal inwoners vastgesteld op 2677.
In 2006 is het aantal inwoners door het United States Census Bureau geschat op 2618, een daling van 59 (-2,2%).

## Geografie
Volgens het United States Census Bureau beslaat de plaats een oppervlakte van
14,5 km², geheel bestaande uit land. Madison ligt op ongeveer 211 m boven zeeniveau.

## Plaatsen in de nabije omgeving
De onderstaande figuur toont nabijgelegen plaatsen in een straal van 28 km rond Madison.